# Oscura (novela)
Oscura (The Fall en inglés) es una novela de terror vampírico de 2010 escrita por Guillermo del Toro y Chuck Hogan. Es la segunda novela de la trilogía de la Oscuridad, precedida por Nocturna y seguida por The Night Eternal. 

## Argumento
La raza vampírica desciende de siete «Antiguos». Una facción de vampiros liderada por un Antiguo renegado conocido como «el Amo» instiga la toma de la civilización humana. El anciano multimillonario Eldritch Palmer, a quien el Amo ha prometido la inmortalidad, utiliza su influencia para crear un apagón informativo, asegurándose de que los vampiros encuentren poca resistencia. Abraham Setrakian, un anciano cazavampiros, tiene la esperanza de que el grimorio perdido, Occido Lumen, contenga la clave para derrotar al Amo, y lo busca antes de que las fuerzas de su enemigo tomen el control. Setrakian cuenta con la ayuda del epidemiólogo Dr. Ephraim Goodweather y del exterminador de plagas Vasiliy Fet, que se han unido a los que resisten a los vampiros. Goodweather también intenta proteger a su hijo, Zach, de su mujer, Kelly, que ahora es vampiro y busca convertir a su familia. Mientras tanto, los otros Antiguos reclutan al pandillero Gus Elizalde para destruir al Amo.

## Recepción
Para Stephen King las primeras cien páginas de Oscura son "un ejercicio sostenido de terror" que mantienen "al lector completamente embelesado y encantado, porque Del Toro y Hogan escriben con una autenticidad tan fresca tanto sobre lo fantástico [vampiros] como sobre lo completamente real [Nueva York, con todos sus extraños callejones]».
Gina McIntyre, de Los Angeles Times, rescató que los autores le han devuelto a los vampiros su toque, frente a la proliferación de vampiros sensuales y melancólicos que caracterizan obras como Crepúsculo y True Blood.Alan Cheuse, del San Francisco Chronicle, escribió que «la mayoría de los lectores pasarán las páginas con el ímpetu de un espectador de cine comprometido», pero criticó el ritmo de las primeras secciones, afirmando que «el único problema que tiene el libro es que se trata del volumen intermedio de una trilogía».